# Multiplex DAB+ GG
Multiplex DAB+ GG je regionálním multiplexem digitálního rozhlasového vysílání DAB+ v České republice, ve kterém vysílají komerční rádia. Provozuje ho firma GG OMIKRON s.r.o. Provoz vysílačů pro GG OMIKRON s.r.o. technicky zajišťuje firma Progress Digital s.r.o., která patří do skupiny společností jako Broadcast Services s.r.o. nebo Digital Broadcasting s.r.o..
Vysílací síť byla oficiálně spuštěna 24.2.2025 během ranních hodin.
Multiplex je plně regionalizovatelný a je rozdělen do 3 regionů:
| Region                | Ensemble ID | Label    |
| --------------------- | ----------- | -------- |
| Praha                 | 0x210A      | DAB+ GG1 |
| Jižní Morava          | 0x211A      | DAB+ GG2 |
| Moravsko-slezský kraj | 0x212A      | DAB+ GG3 |

## Rozhlasové stanice multiplexu
Multiplex DAB+ GG aktuálně nemá žádné vlastní zákazníky a tak vysílá dočasně stejné stanice jako obsahuje multiplex DAB+ BS:
| Stanice        | Logo | Název    | Název krátký | Bitová rychlost | Mód zvuku | Kodek     | Ochrana | ID | SID  |
| -------------- | ---- | -------- | ------------ | --------------- | --------- | --------- | ------- | -- | ---- |
| Rádio Čas      |      | >>CAS<<  | >>CAS<<      | 96 kbit/s       | Stereo    | HE-AAC v1 | EEP 2-A | 1  | 2996 |
| Rádio Čas Rock |      | CAS ROCK | CAS ROCK     | 96 kbit/s       | Stereo    | HE-AAC v1 | EEP 2-A | 2  | 299E |

## Vysílače multiplexu
Multiplex je šířen z následujících vysílačů:
| Vysílač                                 | Kanál | Kmitočet    | Výkon (ERP) | Polarizace |
| --------------------------------------- | ----- | ----------- | ----------- | ---------- |
| Praha / Ládví                           | 6C    | 185,360 MHz | 1,6 kW      | vertikální |
| Brno / Hády 2                           | 12A   | 223,936 MHz | 1,6 kW      | vertikální |
| Frenštát pod Radhoštem / Velký Javorník | 12B   | 225,648 MHz | 0,8 kW      | vertikální |